# Юлия, Анна, Геновефа...
«Юлия, Анна, Геновефа...» — польский художественный фильм 1967 года режиссёра Анны Соколовской.

## Сюжет
1960-е годы, 25-летняя Анна, работница текстильной фабрики в Лодзи, живет с матерью и мужем. Анна узнаёт, что она неродная дочь — после войны её забрали из детского дома. Анна растеряна, кроме того ей приходится сопротивляться зарождающемуся чувству к предполагаемому брату, муж боится потерять её, приемная мать переживает глубокую трагедию.
Анна, узнав что она — одна из «детей Освенцима», решает найти если не свою семью, то хоть кого-то кто знает — кто она: обращается в Польский красный крест, начинает розыски в детских домах, даже просит помощи телевидения — но после того, как её детскую фотография показывают в эфире — ей приходят сотни писем от предполагаемых родителей: для одних она — Анна, для других — Юлия, для третьих — Геновефа… и она с равной долей вероятности может быть одной из них:

Анна начинает поиски своих родителей. Она идёт по следам нескольких семей, но каждый след одинаково сомнителен и одинаково правдоподобен, Одной из самых драматических сцен фильма был разговор Аны с русской женщиной Лидией Бочаровой, человеком похожей жизненной судьбы.— Советский экран, 1969
Анна встречает Лидию — также «ребёнка Освенцима», после войны нашедшую свою настоящую семью в СССР, которая делится с Анной тем, как тяжело было ей принять факт существования родителей приёмных и биологических, и советует Анне не продолжать поиски — душевного спокойствия это ей не принесёт, и даже если она отыщет своих родителей — это уже ничего не изменит…

### Реальная основа
Фильм снят по сценарию Анджея Мулярчика, в основе которого его газетный репортаж «Анна» о детях войны, ищущих хоть какую-то информацию о родителях, с которыми их разлучила война.
Некоторые кадры в фильме — реальные, из документального фильма «Дети рампы» о подлинной истории нахождения молодой женщиной из Польши родителей в СССР, героиня этого документального фильма — Лидия Скибицкая-Ридзиковская — она же Людмила Алексеевна Бочарова, в фильме «Юлия, Анна, Геновефа» выступила в роли камео — сыграла саму себя.
Людмила Алексеевна Бочарова (1940—2017) — дочь офицера Красной Армии, пограничника, оказавшись на оккупированной территории в 1943 году, когда ей было всего три года, вместе с матерью была помещена в концлагерь Освенцим: её номер-татуировка — 70072, её матери — 70071. В концлагере чудом выжила. После войны попала в детдом, была удочерена польской семьёй. В 1948 году, узнав, что она приёмный ребёнок, начала активно устанавливать свою судьбу — и в 1962 году через Красный крест СССР ей удалось найти свою настоящую семью. Она была приглашена в Москву, встретилась с родными отцом и матерью, однако, не имея с ними ничего общего, не зная русского языка, вернулась в Польшу — в ставший ей родным дом приёмной матери.

## В ролях
- Ванда Нойманн — Анна Вилимска
- Антонина Гордон-Гурецкая — директор Рутович
- Иоланта Лёте — Ирма Дзивишувна, подруга Анны
- Януш Буковский — Ежи Вилимский, муж Анны
- Виргилиуш Грынь — Владек Шимгала
- Габриель Нехребецкий — Раймунд Шимгала
- Халина Буйно-Лоза — мать Владека и Раймунда
- Болеслав Плотницкий — отец Владека и Раймунда
- Анджей Копичиньский — Марек Рутович
- Рышард Дембиньский — Крыгер
- Рышарда Ханин — мать, ищущая дочь
- Барбара Рыльская — певица Рената Сенявска
- Веслава Немыска — Шимгалювна
- Ханна Малковская — пани Шульц, директор детского дома
- Ханна Бедрыньская — эпизод
- Александр Фогель — Дзивиш, отец Ирмы
- Лидия Скибицкая-Ридзиковская — она же Людмила Алексеевна Бочарова — Лидия, камео

## О фильме
Это единственный фильм для взрослой аудитории режиссёра Анны Соколовской, известной как режиссёр фильмов для детей.

## Критика
Отмечалась игра исполнительницы главной роли актрисы Ванды Нойманн — это дебютная роль тогда студентки 4-го курса театрального института:

Режиссер Анна Соколовская выбрала её среди многочисленных кандидаток на главную роль в фильме «Юлия, Ана, Геновефа» - повести о девушке, неожиданно узнающей, что она одна из «детей Освенцима» … Искренность, сосредоточенность, задумчивость Ванды Нойман, которые она перенесла в характер героини фильма, сделали его захватывающей драмой человека, для которого война всё ещё не кончилось, несмотря на то что День Победы стал далекой исторической датой.— Советский экран, 1969